# لوسی دلارو-ماردرو
لوسی دلارو-ماردرو (به فرانسوی: Lucie Delarue-Mardrus) نویسنده، شاعر، روزنامه‌نگار، مورخ و مجسمه‌ساز قرن نوزدهم میلادی اهل فرانسه است.